# إعصار يانوس
إعصار يانوس Cyclone Ianos، المعروف أيضًا باسم ميديكان يانوس Medicane Ianos، هو إعصار متوسطي شبيه بالمناطق الاستوائية النادرة (ميديكين medicane)، وقد ضرب اليونان في يومي 17 و18 سبتمبر 2020. تطور الإعصار من منطقة ذات ضغط منخفض فوق خليج سرت والتي سرعان ما بدأت في التكوّن الحلقي المداري أثناء التحرك فوق المياه الدافئة. سُمي الإعصار بعدة أسماء مختلفة من عدة مراكز للأرصاد الجوية، اشتدت العاصفة، التي أطلق عليها اليونانيون اسم يانوس، بسرعة أثناء تحركها باتجاه الشمال الشرقي. بعد اجتياح إيطاليا، استمرت العاصفة في ضرب مالطا وكريت برياح عاتية استوائية. ووصل الإعصار الصغير إلى ذروته عند سرعة 120 كيلومتر في الساعة (75 ميل/س) في 18 سبتمبر، مباشرة قبل الوصول إلى اليابسة في جنوب غرب اليونان. بعد الوصول إلى اليابسة، عاد الإعصار إلى البحر وتحرك باتجاه الجنوب الشرقي، قبل أن يتبدد في 21 سبتمبر.
كانت الأضرار جسيمة في اليونان، حيث تعرضت المدن في الجزء الأوسط من البلاد للجزء الأكبر من آثار العاصفة. غمرت المياه مدن مثل كارذيتسا وموزاكي لعدة أيام. حدثت أضرار زراعية جسيمة في المناطق الريفية شمال أثينا. أُعلنت حالة الطوارئ في جزر إيثاكا وكيفالونيا وزاكينثوس. ومات أربعة أشخاص، ولا يزال شخص في عداد المفقودين. تسبب الإعصار في أضرار لا تقل عن 100 مليون دولار (2020 دولار أمريكي).

## تاريخ الأرصاد الجوية

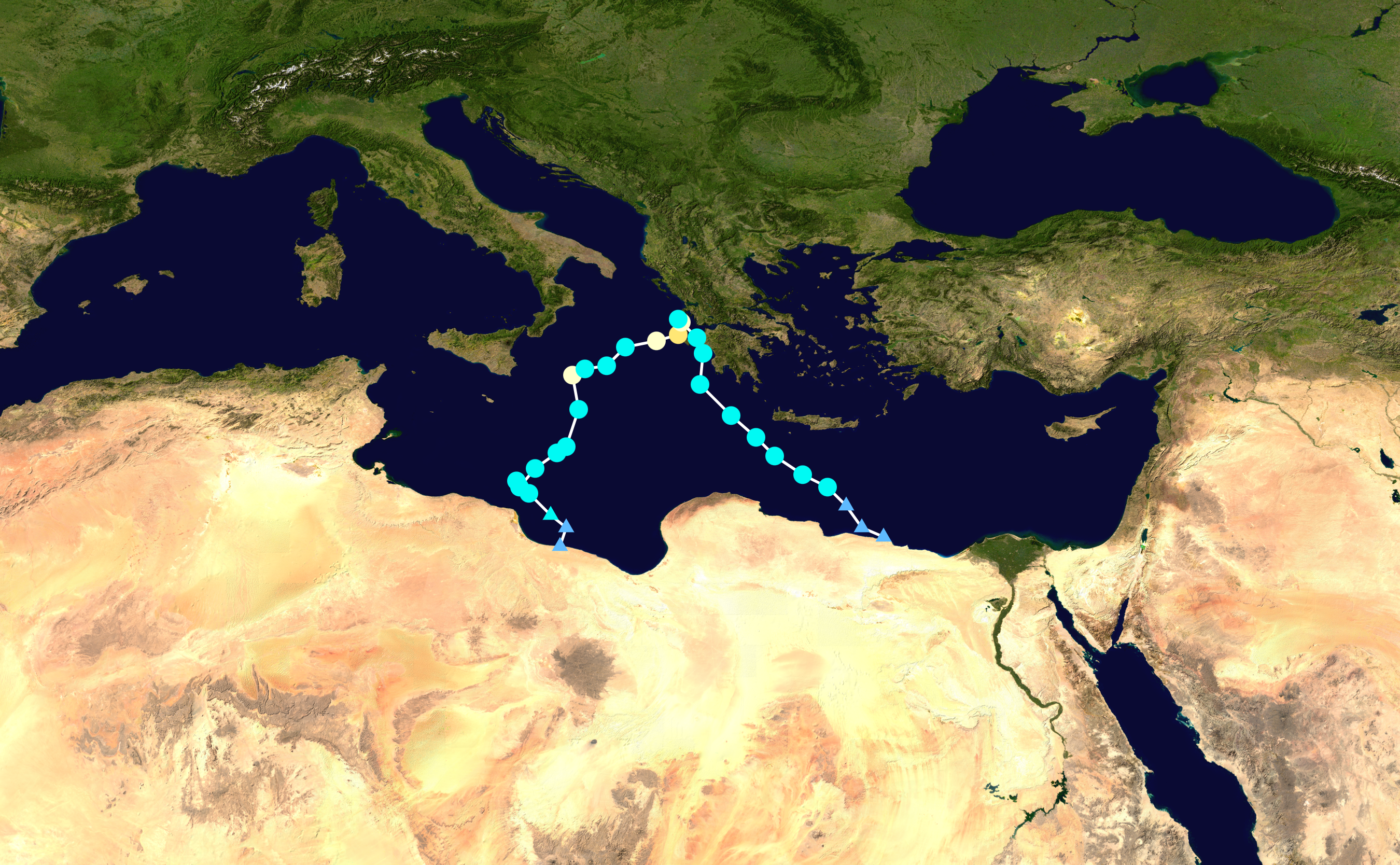
خريطة مسار الإعصار المتوسطي يانوس (2020).

في 14 سبتمبر بدأت منطقة الضغط المنخفض تتطور فوق خليج سرت، وبدأت في التكوّن الحلقي المداري عن طريق تكوين قلب دافئ على السطح. تطور الإعصار بسرعة في الساعات اللاحقة بينما كان يتحرك ببطء إلى الشمال الغربي بسرعة رياح تبلغ حوالي 50 كيلومتر في الساعة (31 ميل/س). بحلول 15 سبتمبر، كان قد اشتد إلى 65 كيلومتر في الساعة (40 ميل/س)، مع ضغط أدنى يبلغ 1,010 هكتوباسكال (30 inHg)، وكان من المتوقع المزيد من التطور خلال الأيام التالية، حيث كان هناك فرصة ليصبح مداريًا خلال الأيام العديدة التالية بسبب درجات حرارة البحر الدافئة من من 27 إلى 28 درجة في المنطقة. توقعت نماذج الطقس أن يضرب الساحل الغربي لليونان في 17 أو 18 سبتمبر. اشتد يانوس تدريجيًا فوق البحر الأبيض المتوسط، واكتسب ميزة تشبه العين. وصل يانوس إلى اليابسة في اليونان بأقصى قوة في الساعة 03:00 بالتوقيت العالمي في 18 سبتمبر، مع سرعة رياح تصل إلى 120 كيلومتر في الساعة (65 عقدة؛ 75 ميل/س) وحد أدنى من الضغط المركزي يقدر بـ 995 هكتوباسكال (29.4 inHg)، أي ما يعادل الحد الأدنى من الإعصار من الفئة 1. بعد وصوله إلى اليابسة، استدار يانوس إلى الجنوب الشرقي في 19 سبتمبر، وعاد إلى البحر، حيث تمكنت العاصفة من إعادة تنظيمها إلى حد ما. بعد فترة وجيزة، أصبح يانوس ضعيفًا. واصل إيانوس التحرك من الجنوب إلى الجنوب الشرقي لمدة يومين آخرين قبل أن يتبدد في 21 سبتمبر، قبالة ساحل برقة.
إن ارتفاع درجات حرارة سطح البحر الناجم عن تغير المناخ في البحر الأبيض المتوسط يمكن أن يسمح للعواصف بأخذ مظاهر وخصائص استوائية أكثر، مما يزيد من سرعة الرياح ويجعل العواصف أكثر حدة. دعمت دراسة أجريت عام 2017 في مجلة Global and Planetary Change بإشراف راكيل روميرا والتي فحصت مجموعة كبيرة من توقعات نماذج المناخ الإقليمية النظرية القائلة بأن الأعاصير المدارية ستصبح أقوى تدريجياً بسبب تغير المناخ.

## التطور والتأثير

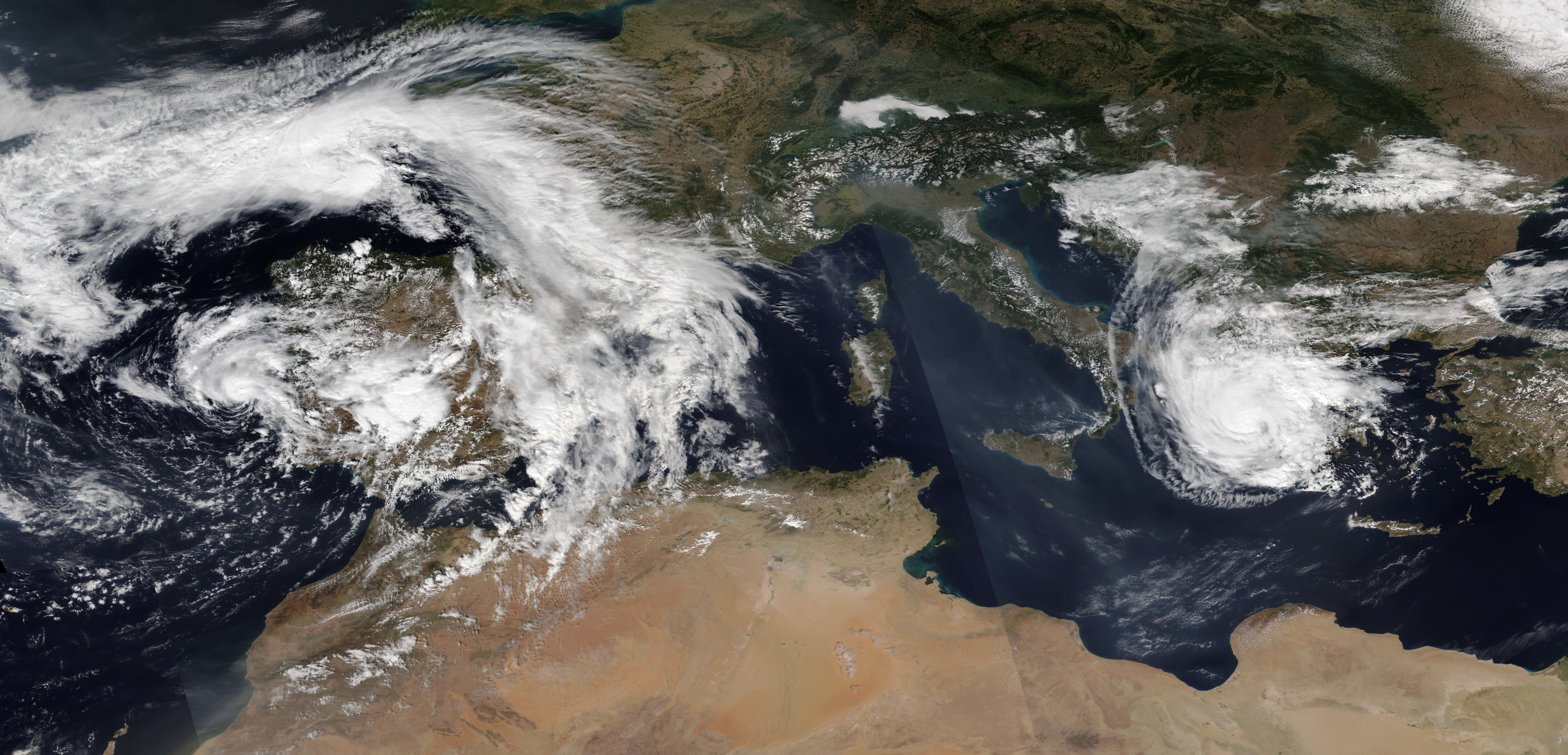
أثرت العاصفة شبه الاستوائية ألفا (يسار) وميديكان يانوس (على اليمين) على أوروبا في 18 سبتمبر.

عندما مر يانوس إلى جنوب إيطاليا في 16 سبتمبر، أدى إلى سقوط أمطار غزيرة عبر الجزء الجنوبي من البلاد وفي صقلية وصلت إلى 35 مليمتر (1.4 بوصة) من الأمطار في ريدجو كالابريا Reggio Calabria، وهو أكثر من معدل هطول الأمطار الشهري في المدينة.
أصدرت خدمة الأرصاد الجوية الوطنية اليونانية تنبيهات حمراء (إنذارات)، وهي أعلى مستوى من التحذيرات، لتنبيه الناس من العاصفة أثناء اقترابها من اليونان. حدث تساقط للأشجار وانقطاع للتيار الكهربائي في كيفالونيا، وحثت السلطات السكان على البقاء في منازلهم. بلغت سرعة الرياح 111 كيلومتر في الساعة (69 ميل/س) في كيفالونيا وزاكينثوس. عندما توقف يانوس فوق الجزء الغربي من اليونان، تسبب في فيضانات وانهيارات أرضية. وبلغت ذروة كمية الأمطار الرسمية المسجلة 142 مليمتر (5.6 بوصة)، على الرغم من أنه يُزعم أن ذروة هطول الأمطار بالضبط أعلى من ذلك بكثير. خًلَّف الإعصار أربعة قتلى وفقيد واحد. في 19 سبتمبر، عُثر على رجل ميتًا في مزرعته شمال أثينا، بينما تم انتشال جثة امرأة من منزلها الذي غمرته المياه في بلدة مجاورة. في 20 سبتمبر عُثر على جثة مزارع يبلغ من العمر 62 عامًا تحت سقف منزله المنهار في قرية شمال أثينا. بالإضافة إلى ذلك، عُثر على امرأة تبلغ من العمر 43 عامًا ميتة في 24 سبتمبر بعد إعلان فقدانها في 20 سبتمبر. جرفت السيول المرأة على بعد عدة كيلومترات من سيارتها. تضرر أكثر من 5000 منزل. بالإضافة إلى ذلك، كان هناك حالة من المد القوي في العديد من الجُزر مثل كيفالونيا وزاكينثوس وإيثاكا وليفكادا، ورياح بلغت سرعتها 120 كيلومتر في الساعة (75 ميل/س) في كارديتسا التي أسقطت الأشجار وخطوط الكهرباء وتسببت في انهيارات أرضية. كما انهار جسر في كارديتسا، وهي واحدة من أكثر المناطق تضررا. في جميع أنحاء البلاد، جرى إنقاذ أكثر من 600 شخص من قبل خدمة مكافحة الحرائق الوطنية. كان محصول القطن اليوناني جاهزًا للحصاد، والذي كان من المقرر أن يبدأ فور حدوث العاصفة. ومع ذلك، من المحتمل أن الإعصار تسبب في حدوث فيضانات وخسائر كبيرة في المحاصيل حيث كانت الأمطار غزيرة، خاصة في Thessalia. عزل الإعصار منطقة أسوس، في كيفالونيا، عن بقية الجزيرة. كان هناك ما يقرب من مترين (6.5 أقدام) من الأنقاض تغطي الطرق، ومنع ذلك الوصول إليها بالسيارات، بلغ إجمالي الأضرار في كيفالونيا أكثر من 50,000 يورو (58,555 دولارًا أمريكيًا).

## ما بعد الإعصار وتسميته
في 20 سبتمبر، أعلنت مؤسسة الطاقة العامة أن 61 محطة فرعية للطاقة تعمل في منطقة كارديتسا الحضرية، وأنه سيجري تشغيل 10 أخرى قريبًا. وكان هناك جهود لاستعادة السلطة في Argithea وموزاكيون. التقى كبار المسؤولين في الشركة بقائد إدارة الإطفاء في كارديتسا لتنسيق وتسريع ضخ المياه في المناطق التي تحتاج فيها الأطقم الفنية للعمل.
تعهد رئيس وزراء اليونان كيرياكوس ميتسوتاكيس بأن «تحصل جميع المناطق المتضررة على دعم فوري». وأرسل ثلاثة مسؤولين كبار إلى المنطقة الوسطى الأكثر تضررا. في 22 سبتمبر، زار رئيس الوزراء ميتسوتاكيس منطقة كارديتسا، وهي واحدة من أكثر المناطق تضرراً. مُنحت كل أسرة متضررة ما بين 5000 إلى 8000 يورو وكذلك للشركات المتضررة في كارديتسا وموزاكي. في موزاكي، أعلن العمدة فانيس ستاثيس أن جميع المدارس ودور الحضانة ستبقى مغلقة، حيث دمر الإعصار شبكة الطرق والمباني المدرسية في المنطقة.
أطلقت اليونان النظام اسم "Ianos" (Ιανός) يانوس على ذلك الإعصار، بينما استخدمت خدمة الأرصاد الجوية الألمانية اسم «أوديني» Udine؛ وسماه الأتراك «تولبار» Tulpar، بينما سماه الإيطاليون «كاسيلدا» Cassilda.

## روابط خارجية
- خدمة الأرصاد الجوية الوطنية اليونانية
- صور شمال شرق المحيط الأطلسي والبحر الأبيض المتوسط - NOAA
- نشرة الطقس والمحاصيل الأسبوعية، المجلد 107، العدد 38، 22 سبتمبر 2020، ص. 28- تقرير وزارة الزراعة الأمريكية (USDA) والإدارة الوطنية للمحيطات والغلاف الجوي (NOAA) عن Medicane Ianos وSubtropical Storm Alpha.
- ميديكان فوق البحر الأيوني يسبب العواصف في إيطاليا واليونان دراسة حالة يوميتسات.